# Газ Метан (футбольний клуб)
«Газ Метан» (рум. Club Sportiv Gaz Metan Mediaş) — колишній румунський футбольний клуб із міста Медіаша, заснований 1945 року. Виступав у Лізі 1. Був розформований у 2022 році.

## Досягнення
- Кубок Румунії:
  - Фіналіст (1): 1951